# 국립 사할린 대학교
국립 사할린 대학교(러시아어: Сахалинский государственный университет, 약칭 СахГУ)는 러시아 사할린주 유즈노사할린스크에 있는 국립대학교이다. 사할린 주 최대의 대학교이며, 1949년에 개교하였다.